# Кейв, Ник
Ник Кейв (англ. Nick Cave, полное имя Ни́колас Э́двард Кейв, англ. Nicholas Edward Cave; род. 22 сентября 1957) — австралийский рок-музыкант, поэт, писатель, автор музыки к фильмам, сценарист. Лидер групп Nick Cave and the Bad Seeds, Grinderman, The Birthday Party, Boys Next Door.  

## Биография
Николас Эдвард Кейв родился 22 сентября 1957 года в городе Уорракнабил (штат Виктория, Австралия), в семье учителя английского языка Колина Франка Кейва и работницы библиотеки Доун Кейв (Тредуэлл). У него есть два старших брата — Тим (р. 1952) и Питер (р. 1954), и младшая сестра Джули (р. 1959). Он вырос в англиканской семье.
Во время учёбы в художественном колледже Кейв встретил Мика Харви, с которым организовывал практически все свои последующие музыкальные проекты. Первым стала в конце 1970-х группа Boys Next Door, которая распалась к 1980 году.
После этого создается группа The Birthday Party, названная так в память одной из сцен из романа Достоевского «Преступление и наказание». Группа отправляется в Европу, но распадается к 1983 году. Незадолго до того Ник Кейв знакомится с Бликсой Баргельдом — лидером немецкой группы Einstürzende Neubauten, и вскоре предлагает ему играть у себя. Бликса соглашается и участвует в проектах Кейва на протяжении почти 20 лет.
Так, в 1984 году выходит первый альбом новой группы Кейва — Nick Cave and the Bad Seeds — From Her To Eternity. Большую популярность Кейву приносят его альбомы Let Love In, Henry's Dream и Murder Ballads. В альбоме Murder Ballads присутствуют дуэты Кейва с Кайли Миноуг и Пи Джей Харви.
Кейва характеризуют как мрачного и угрюмого музыканта, его часто ставят в один ряд с Томом Уэйтсом и Леонардом Коэном.
В 2006 году Ник Кейв создал новый проект — квартет Grinderman на основе группы, сопровождавшей его во время т. н. «сольных» турне. В 2007 году вышел их дебютный одноимённый альбом, а в 2010 второй альбом Grinderman 2.

## Личная жизнь
Имел отношения с Анитой Лэйн (Anita Lane), участницей The Bad Seeds с конца 1970-х до середины 1980-х. Она оказала неоспоримо сильное влияние на Кейва и его работу, часто позиционируется как его «муза». Вопреки этому, Кейв и Лэйн записывались вместе редко. Самый известный плод сотрудничества — эпизодическое появление Лэйн в кавер-версии Кейва «Death Is Not The End» Боба Дилана (альбом Murder Ballads), и кавер-версия песни Serge Gainsbourg/Jane Birkin «Je t’aime/ I love you nor do I». Лэйн — соавтор текста заглавного трека с From Her to Eternity, а также текста песни «Stranger Than Kindness» (Your Funeral, My Trial). Кейв, Лидия Ланч и Лэйн вместе сочинили юмористическую книгу под названием «AS-FIX-E-8» в стиле позднего «Pussy Galore»/фильмов Руса Мейера.
После завершения дебютного романа «И узре ослица Ангела Божия» Кейв покидает Западный Берлин незадолго до падения Берлинской стены и отправляется в Сан-Паулу, Бразилия, где встречает бразильскую журналистку Вивьен Карнейро (Viviane Carneiro). 10 мая 1991 рождается сын Люк, но в брак они так никогда и не вступили.
Второй сын Ника Кейва, Джетро (1991 — 2022) жил в Австралии со своей матерью, Beau Lazenby, и строил карьеру модели.
Недолгие, но бурные отношения с Пи Джей Харви в середине 1990-х оставили ощутимый след в музыкальном стиле Кейва: альбом Murder Ballads, записанный в то время (1995), принес группе самый масштабный успех (после клипов Henry Lee (с Пи Джей Харви) и Where the Wild Roses Grow (с Кайли Миноуг) MTV номинировал Кейва как «лучшего мужского исполнителя 1996 года»), а следующий за ним The Boatman's Call считается его творческим акме.
Британскую модель Сьюзи Бик он встретил в 1997 году. Звезда с обложки альбома Phantasmagoria (1985) группы The Damned и модель Вивьен Вествуд, она бросила свою работу, и летом 1999 года состоялась женитьба. Двойняшки — Артур и Эрл — в браке появились в 2000. Чета некоторое время обитала в плавучем доме близ Хоува. В данное время они живут в Брайтон и Хоув, Англия. 14 июля 2015 года Артур Кейв трагически погиб (находившись под действием ЛСД), упав со скалы в Брайтоне.
Кейв исполнил «Into My Arms» на транслируемых по телевидению похоронах Майкла Хатченса (Michael Hutchence), но отказался играть перед камерами. Кейв является крестным отцом единственного ребёнка Хатченса — дочери Хевенли Хираани Тайгер Лили Хатченс (Heavenly Hiraani Tiger Lily).

### Отношение к религии
В прошлом Кейв называл себя христианином. В изданных им лекциях по музыке и написанию песен он утверждал, что любая сколько-нибудь правдивая песня о любви — это песня по направлению к Богу (для Бога; от Бога: song for God), а также приписывал смягчение (и созревание) своей музыки перемещению фокуса со Старого Завета на Новый. Он не принадлежит к конкретной конфессии и отделил себя от религии как от «чисто американского явления, которое украло, приватизировало имя Бога». В интервью The Guardian в 2009 году он сказал: «Верю ли лично я в персонифицированного Бога? Нет».
В статье 2010 года Los Angeles Times разъяснено: «Я не религиозен, я не христианин, но я оставляю за собой право на веру в возможность существования Бога. Это как попытка доказать то, что доказать невозможно… Я критически отношусь к [официальным] религиям, к тому, сколько разрушения они приносят. Но, как музыкант и как творец, я считаю, что мне без этого не обойтись — без частички божественного, которая пронизывает насквозь мои песни».

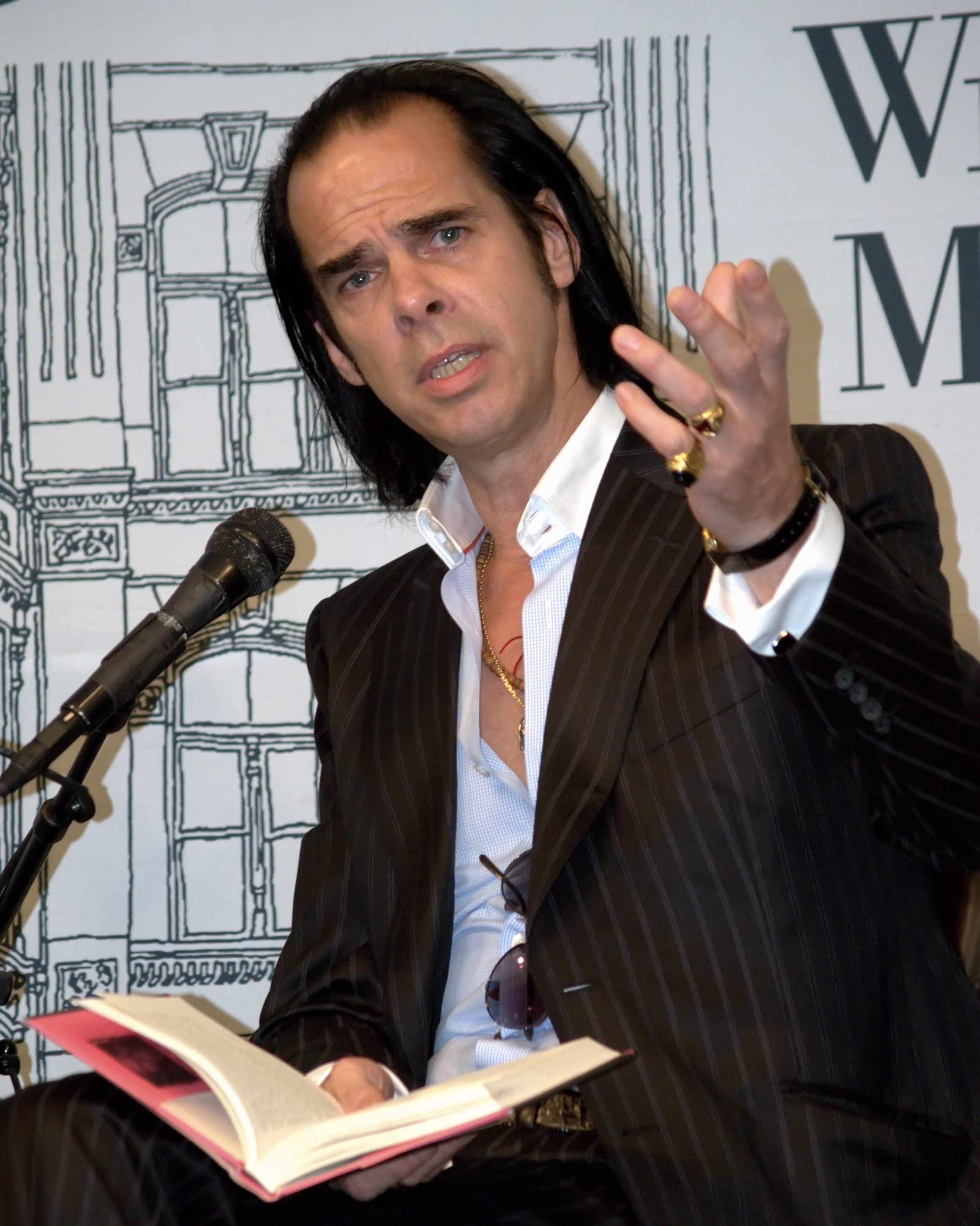
На презентации книги «Смерть Банни Манро», 2009 год

### Общественная позиция
Во время вторжения России на Украину выступил в поддержку Украины, назвав Владимира Зеленского «героическим лидером», а группа Nick Cave and the Bad Seeds отменила все концерты в России.

## Литературная деятельность
На личность и творчество Ника Кейва сильно повлияла художественная литература, производившая на него большое впечатление с детства. По словам самого Кейва, у него был хороший учитель литературы, а отец пытался «вдолбить» ему в голову два фрагмента из книг: начальную сцену из «Лолиты» Набокова и сцену убийства из «Преступления и наказания» Достоевского.
Кейв написал роман «И узре ослица Ангела Божия», изданный в 1989 году. Кроме того, Ник Кейв является автором поэтических сборников «Король Чернило. Том I» и «Король Чернило. Том II» (перевод И. Кормильцева ). В сентябре 2009 года в свет вышел второй роман Кейва — «Смерть Банни Манро» (The Death of Bunny Munro). Обе книги переведены на русский язык.

## Деятельность в кино
Первый свой саундтрек Ник записал в 1983 году для фильма «Standt. Die». За ним последовало множество других, в том числе записанные вместе с Бликсой Баргельдом и Миком Харви «To Have and To Hold» и «Ghosts of… Civil Dead» Джона Хиллкоута. Ник также стал соавтором последнего и сыграл в нём одну из ролей.
Выступление The Bad Seeds можно увидеть в фильме Вима Вендерса «Небо над Берлином» (нем. Der Himmel über Berlin, 1987). Кейв также снимался вместе с Бликсой Баргельдом в фильме «Дэнди» Петера Земпеля (нем. Peter Sempel) и ещё нескольких независимых фильмах.
Я люблю рок-н-ролл. Это невероятная революционная форма самовыражения, способная изменить человека так, что он сам себя перестает узнавать. Впрочем, я вынужден признать: в рок-н-ролле очень много говна. Очень.
В 2005 году на экраны вышел вестерн «Предложение» (The Proposition) по сценарию Ника Кейва, с саундтреком Кейва и его коллеги по Bad Seeds Уоррена Эллиса. На этом Ник не остановился — он участвовал в записи музыкального сопровождения к фильму «Доро́га» (The Road) — постапокалиптическому художественному фильму Джона Хиллкоута, экранизации одноимённого романа Кормака Маккарти. В 2012 году в прокат вышел очередной фильм по сценарию Кейва — «Самый пьяный округ в мире».
Песни Кейва очень востребованы в кино, они вошли в саундтреки более чем к тридцати фильмам.
В 1990 году вышел документальный фильм о The Bad Seeds «Дорога бог знает куда» режиссёра Ули М. Шуппеля.
В 2007 году Кейв снялся в эпизодической роли в фильме «Убийство Джесси Джеймса» («Как трусливый Роберт Форд убил Джесси Джеймса» / «The Assassination of Jesse James by the Coward Robert Ford»). Кейв и Уоррен Эллис также написали музыку к фильму.
В 2014 году вышел постановочно-документальный фильм о жизни Ника Кейва — «20 000 дней на Земле».
8 сентября 2016 года состоялась премьера второго документального фильма «One More Time With Feeling», приуроченного к выходу нового альбома Nick Cave and the Bad Seeds «Skeleton Tree».
Также Ник Кейв будет причастен к созданию саундтрека для мультфильма «Пинноккио» Гильермо Дель Торо, релиз которого запланирован на декабрь 2022 года.

### Роли в фильмах
| Год выхода | Название фильма                               | Оригинальное название                                      | Режиссёр                     | Роль               |
| ---------- | --------------------------------------------- | ---------------------------------------------------------- | ---------------------------- | ------------------ |
| 1987       | Небо над Берлином                             | Der Himmel über Berlin                                     | Вим Вендерс                  | Играет самого себя |
| 1987       | Денди                                         | Dandy                                                      | Питер Семпел                 |                    |
| 1989       | Призраки гражданской смерти                   | Ghosts… of the Civil Dead                                  | Джон Хиллкоут                |                    |
| 1991       | Джонни Замша                                  | Johnny Suede                                               | Тони ДиЧилло (Toni DiChillo) |                    |
| 1994       | Джонас в пустыне                              | Jonas in the Desert                                        | Питер Семпел                 | Играет самого себя |
| 1995       | Песни Сентября: музыка Курта Вайля            | September Songs: The Music of Kurt Weill                   | Ларри Вайнштайн              |                    |
| 1997       | Охота за носорогом в Будапеште                | Rhinoceros Hunting in Budapest                             | Michael Hausman              |                    |
| 2007       | Как трусливый Роберт Форд убил Джесси Джеймса | The Assassination of Jesse James by the Coward Robert Ford | Andrew Dominik               |                    |
| 2014       | 20 000 дней на Земле                          | 20,000 Days on Earth                                       | Ян Форсайт, Джейн Поллард    | Играет самого себя |
| 2021       | Кошачьи миры Луиса Уэйна                      | The Electrical Life of Louis Wain                          | Уилл Шарп                    | Герберт Уэллс      |

### Озвучивание
| Год выхода | Название фильма    | Оригинальное название | Режиссёр              | Роль       |
| ---------- | ------------------ | --------------------- | --------------------- | ---------- |
| 2009       | Кошачье фортепиано | The Cat Piano         | Эдди Уайт, Ари Гибсон | Рассказчик |

### Саундтреки к фильмам
- 1987 — Собаки в космосе (Dogs In Space)
- 1989 — Призраки гражданской смерти (Ghosts… of the Civil Dead, реж. Джон Хиллкоут)
- 1990 — Посещая эту планету (Just Visiting This Planet)
- 1990 — Первокурсник (The Freshman)
- 1992 — Остановка в пути (Gas Food Lodging)
- 1993 — Так далеко, так близко (In weiter Ferne, so nah!, реж. Вим Вендерс): Faraway So Close (заглавная), Cassiel’s Song
- 1994 — Тупой и ещё тупее (Dumb and Dumber): Red Right Hand
- 1994 — Секретные материалы(X-Files 2 сезон 5 и 6 серии (Duane Barry)(Ascension)): звуковое оформление(5серия) и песня Red Right Hand(6 серия)
- 1994 — Джонас в пустыне (Jonas in the Desert, реж. Питер Семпел)
- 1995 — Бэтмен навсегда (Batman Forever): There Is a Light
- 1996 — Крик (Scream): Red Right Hand
- 1996 — Иметь и удержать (To Have and To Hold, реж. Джон Хиллкоут)
- 1996 — Лунная шкатулка(Box Of Moonlight, реж. Том ДиЧилло (Tom DiChillo)): Red Right Hand
- 2001 — Птицы (Le Peuple Migrateur, реж. Жак Перрен): To Be By Your Side
- 2001 — Он умер с фалафелем в руке (He died with a felafel in his hand, реж. Ричард Ловенштайн): The Mercy Seat (Live), Into My Arms
- 2004 — Богиня: как я полюбила (Рената Литвинова): Red Right Hand
- 2004 — Хеллбой: Герой из пекла (Hellboy, реж. Гильермо Дель Торо): Red Right Hand
- 2005 — Предложение (The Proposition, реж. Джон Хиллкоут)
- 2005 — Любовь и сигареты (Romance & Cigarettes, реж. Дж. Туртурро): Little Water Song
- 2006 — Избавь нас от зла (Deliver Us from Evil, реж. Эми Берг): Time Jesum Transeuntum et Non Revertentum
- 2007 — Traveler (TV series) (1 эпизод, серия The Retreat): Easy Money
- 2007 — Как трусливый Роберт Форд убил Джесси Джеймса (The Assassination of Jesse James by the Coward Robert Ford, реж. Эндрю Доминик)
- 2007 — Istories apo tin apenanti ohthi (1 эпизод, серия Daneikos efialtis): The Weeping Song
- 2009 — Дорога (The Road, реж. Дж. Хиллкоут)
- 2009 — История одного вампира (Cirque du Freak: The Vampire’s Assistant): Red Right Hand
- 2010 — Гарри Поттер и Дары Смерти: часть 1 (Harry Potter and the Deathly Hallows: Part 1): O Children
- 2012 — Самый пьяный округ в мире (Lawless, реж. Джон Хиллкоут)
- 2013 — Острые козырьки (Peaky Blinders, реж. Отто Баферст, Том Харпер)
- 2014 — Вдалеке от людей (Loin des hommes, реж. Давид Эльхоффен)

Мэтт Биффа, занимавшийся подбором музыки к «Гарри Поттеру-7.1», рассказал, что песней, под которую танцуют Гарри с Гермионой, могли стать треки Radiohead или Oasis, но он выбрал «O Children» Кейва.

Я услышал её в 2004 году, в тот период я разводился со своей женой. Нам очень не хотелось ранить этим разводом наших детей, и эта песня стала письмом любви к нашим сыновьям.

### Авторские сценарии
- Самый пьяный округ в мире (Lowless, 2012) реж. Джон Хиллкоут (John Hillcoat)
- Смерть Банни Манро (Death of Bunny Munro, 2011) реж. Дж. Хиллкоут
- Ворон (The Crow, 2011) реж. Стивен Норрингтон
- Предложение (The Proposition, 2005) реж. Дж. Хиллкоут
- Призраки гражданской смерти (Ghosts… of the Civil Dead, 1989) реж. Дж. Хиллкоат

## Дискография
Boys Next Door
- Door Door (1979)

The Birthday Party
- The Birthday Party (Hee Haw) (1980)
- Prayers On Fire (1981)
- Junkyard (1982)
- Mutiny! / Bad Seed (1983)

Nick Cave and the Bad Seeds
- From Her to Eternity (1984)
- The Firstborn Is Dead (1985)
- Kicking Against the Pricks (1986)
- Your Funeral… My Trial (1986)
- Tender Prey (1988)
- The Good Son (1990)
- Henry's Dream (1992)
- Live Seeds (1993)
- Let Love In (1994)
- Murder Ballads (1996)
- The Boatman's Call (1997)
- Live at the Royal Albert Hall (1998)
- No More Shall We Part (2001)
- Songs For A November Night (2002) (unofficial)
- Nocturama (2003)
- Abattoir Blues/The Lyre of Orpheus (2004)
- B-Sides & Rarities (3 CD) (2005)
- Dig, Lazarus, Dig!!! (2008)
- Push the Sky Away (2013)
- Skeleton Tree (2016)
- Ghosteen (2019)
- Wild God (2024)

Nick Cave & Warren Ellis
- 2021 : Carnage

Singles
- What A Wonderful World (with Shane MacGowan)
- Where The Wild Roses Grow (with Kylie Minogue)
- Henry Lee (with PJ Harvey)

Grinderman
- Grinderman (2007)
- Grinderman 2 (2010)

Other
- Burnin' The Ice (1983) (with Die Haut)
- White Lunar (2009) (with Warren Ellis)

Solo
- The Secret Life Of The Love Song (1999)
- Here Comes The Sun (2002)

#### Интервью
- Ник Кейв: «Никому не нравятся мои усы»